# Приамурский
Приаму́рский — посёлок городского типа в Смидовичском районе Еврейской автономной области России.

## География
Посёлок Приамурский стоит на Пензенской протоке Амура, протока начинается у села Владимировка и соединяется с основным руслом немного выше Хабаровского моста. Посёлок окружают пойменные озёра, сообщающиеся с Тунгуской.
Посёлок Приамурский состоит из трёх частей: восточнее железной дороги (центр); между железной дорогой и автотрассой; западнее автотрассы (на дороге к селу Владимировка). Соответственно имеются три автомобильных въезда.

## История
Основан в 1891 году забайкальскими казаками. Произошло это в православный Покров день, поэтому селение получило название Покровка.
Так как первоначально избранное место было небезопасным из-за наводнений, в 1897 году всю деревню перенесли на более возвышенное место.
В 1935 году село было переименовано в Молотово в честь советского партийного и государственного деятеля Вячеслава Молотова.
В 1957 году началось строительство завода по выпуску силикатного кирпича. Село слилось с поселением при заводе, появились крупные производственные помещения и многоквартирные жилые дома.
24 февраля 1958 года преобразовано в рабочий посёлок и переименовано в Приамурский из-за близости к реке Амур.

## Население
| 1959  | 1970  | 1979  | 1989  | 1992  | 2002  | 2009  | 2010  | 2011  |
| ----- | ----- | ----- | ----- | ----- | ----- | ----- | ----- | ----- |
| 3894  | ↘3008 | ↗3113 | ↗3697 | ↗4100 | ↘3675 | ↗3894 | ↗4047 | ↘4038 |
| 2012  | 2013  | 2014  | 2015  | 2016  | 2017  | 2018  | 2019  | 2020  |
| ↘4007 | ↘3940 | ↘3908 | ↘3787 | ↘3661 | ↘3537 | ↘3446 | ↘3337 | ↘3311 |
| 2021  | 2023  |       |       |       |       |       |       |       |
| ↘3158 | ↘3153 |       |       |       |       |       |       |       |

## Инфраструктура
- Центр культуры и досуга
- Детский сад № 2 «Солнышко»
- Средняя школа № 18
- Дом детского творчества
- Амбулатория. Построена в 1975 году.

## Экономика
- После Гражданской войны в Покровке был образован рыболовецкий колхоз «Моряк». В 1930 году был создан совхоз «Покровский»[2].
- В начале 1950-х годов был совхоз «Дорус», принадлежавший железной дороге и имевший огромное дойное стадо и большие посевные площади.
- В 1957 году началось строительство завода по выпуску силикатного кирпича.
- Компания по выпуску аэродромного оборудования. На Дальнем Востоке это единственная компания, которая занимается одновременно конструкторской разработкой, испытанием и производством специализированного оборудования и техники для обслуживания самолётов, пассажиров и грузов.
- Технопромышленный парк «Амур». Предприятие осуществляет производство пиломатериалов, фанеры, заготовок для паркета, изделий из пластика, сэндвич-панелей.

## Транспорт
Через посёлок проходит Транссибирская магистраль и автодорога «Амур». В посёлке находится станция ДВЖД Приамурская. Расстояние до станции Хабаровск I — 18 км.
Через посёлок Приамурский идёт дорога к селу Имени Тельмана.
В окрестностях пос. Приамурский на берегу Большого озера имеется аэродром легкомоторной авиации.

## Связь
- Ростелеком
- МТС
- МегаФон
- Билайн

## Русская православная церковь
В 2015 году освящён храм Святых Новомучеников и Исповедников Церкви Русской «от архиерея творимый».

## Памятники
- Памятник борцам за победу Советов на Дальнем ВостокеВ годы революции и Гражданской войны. Установлен в память об ожесточённом бое с наступающими частями белогвардейцев на разъезде Покровка.
- Три памятных пилонов, посвящённых землякам, участникам Великой Отечественной войны 1941—1945 гг. Открыты в сентябре 2019 года.

## Галерея

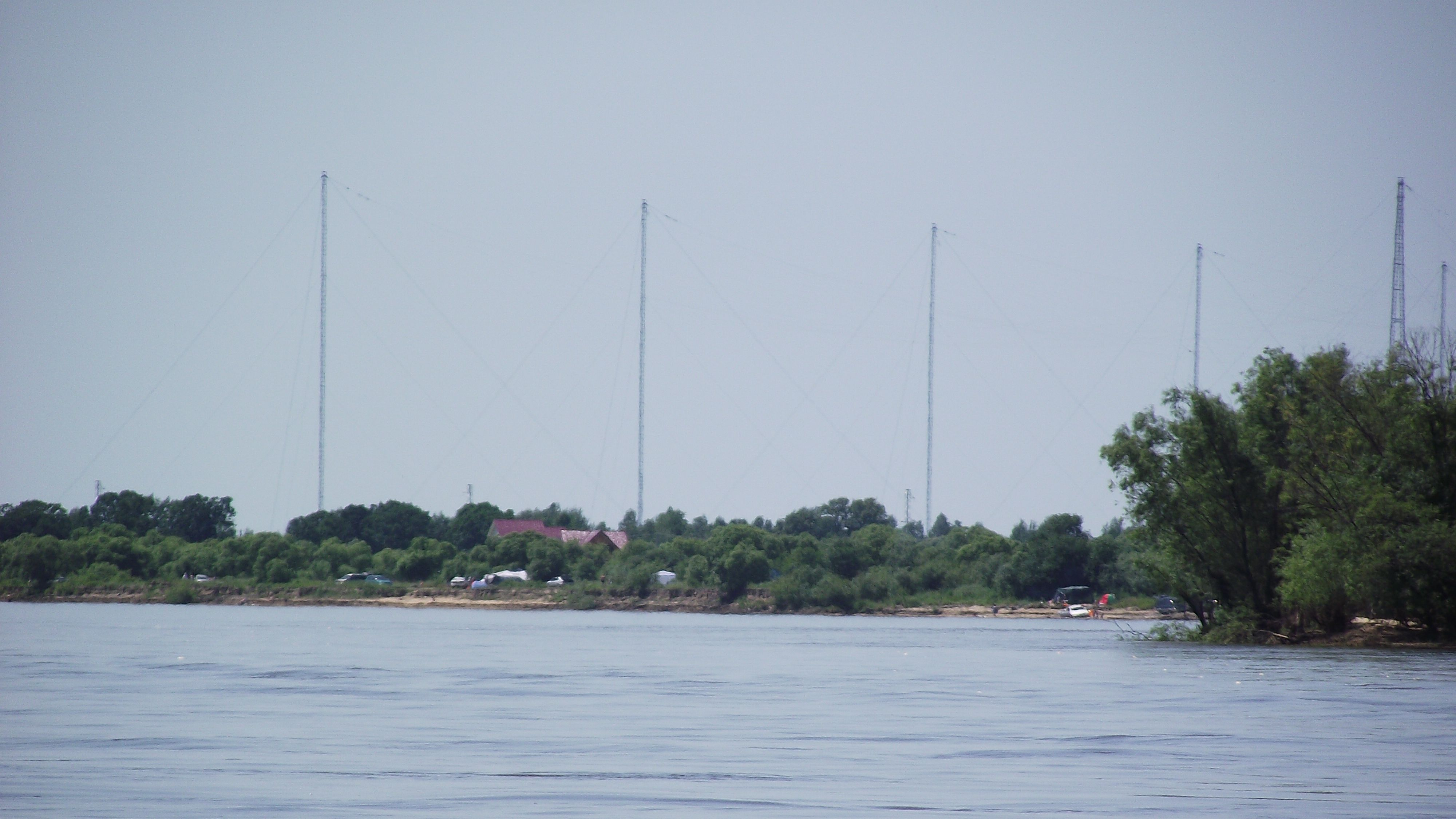
Пос. Приамурский, вид с Пемзенской протоки.
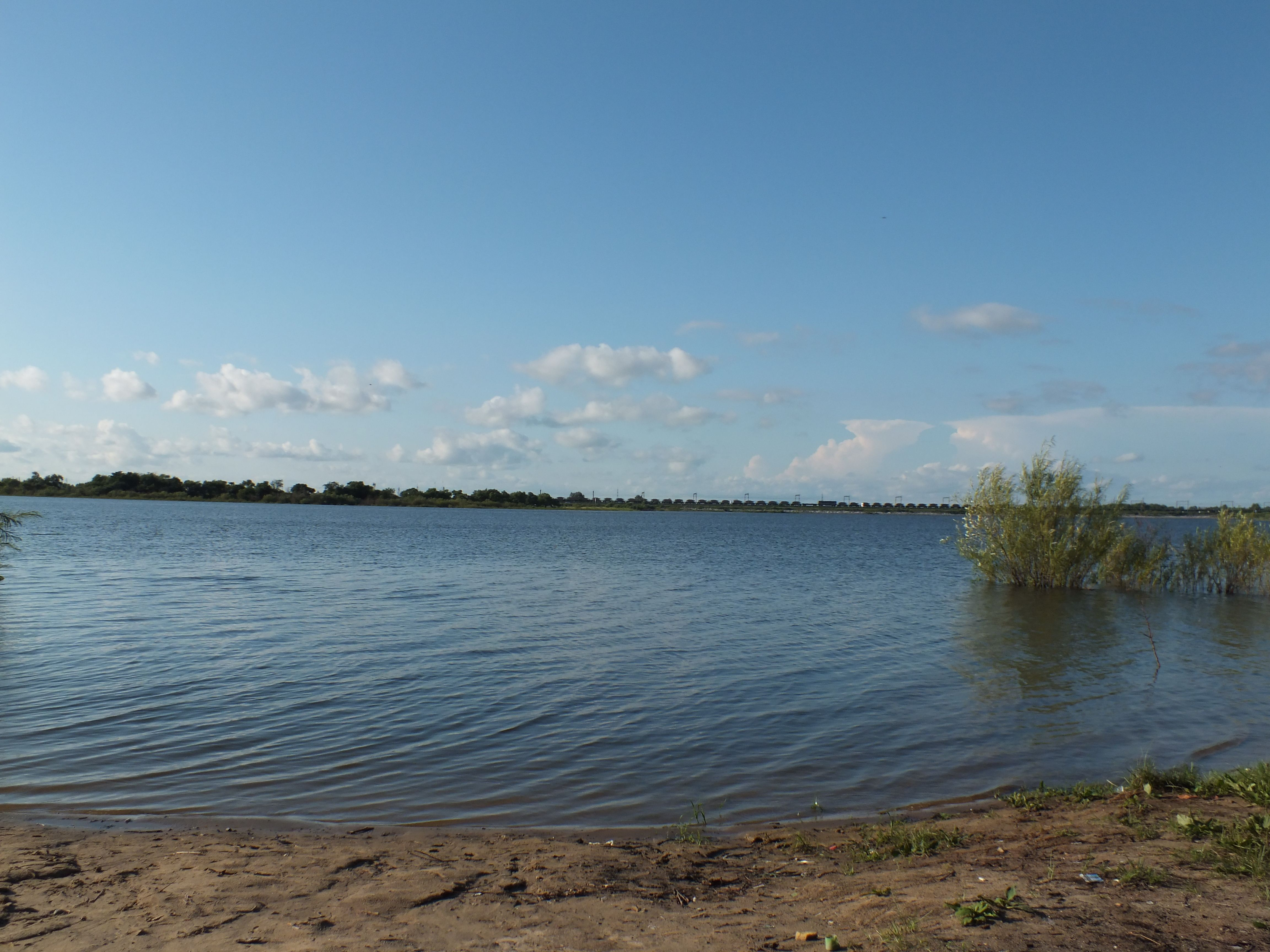
Озеро Большое в окрестностях пос. Приамурский.
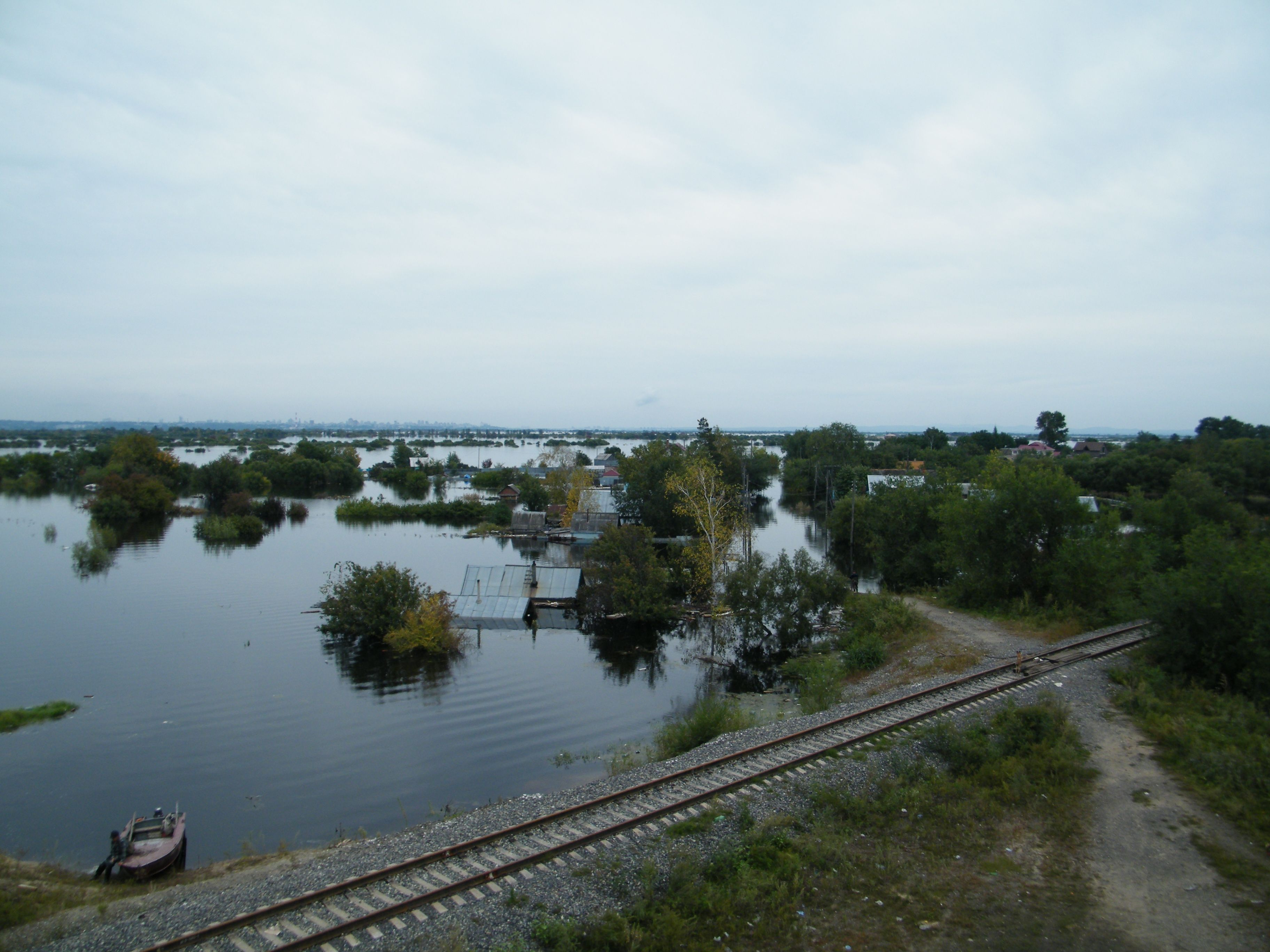
Улица посёлка затоплена наводнением августа 2013 г.